# Восточный (Кавказский район)
Восточный — хутор в Кавказском районе Краснодарского края.
Входит в состав Привольного сельского поселения.

## География

### Улицы
- пер. Восточный.

## Население
| 2002 | 2010 |
| ---- | ---- |
| 107  | ↗126 |